# Bridges (band)
Bridges var ett norskt rockband bildat i Oslo 1978. Bandet släppte det egenfinansierade albumet Fakkeltog 1980. Bandets andra album Våkenatt spelades in 1981 men släpptes inte förrän 37 år senare. 
Bandet splittrades sommaren 1981 efter att två av bandmedlemmarna, Magne Furuholmen och Pål Waaktaar-Savoy, ville åka till London för att skaffa skivkontrakt och slå igenom internationellt, medan övriga bandmedlemmar inte ville följa med. Furuholmen och Waaktaar-Savoy åkte därefter själva till London hösten 1981. Ett år senare anslöt Morten Harket, som Furuholmen och Waaktaar-Savoy hade träffat 1979 efter en spelning med Bridges.  Efter fyra år i London kom Furuholmen, Waaktaar-Savoy och Harket att slå igenom internationellt under namnet A-ha med albumet Hunting High and Low och debutsingeln Take on Me, som blev etta i 27 länder, inklusive USA, när singeln släpptes 1985.

## Bandmedlemmar
- Pål Waaktaar-Savoy – sång, gitarr (1978–1981)
- Magne Furuholmen – keyboard, sång (1978–1981)
- Viggo Bondi – bas (1978–1981)
- Erik Hagelien – trummor (1978–1979)
- Øystein Jevanord – trummor (1979–1981)

## Diskografi
- Fakkeltog (1980)
- Våkenatt (2018)